# Psilocerea rachicera
Psilocerea rachicera är en fjärilsart som beskrevs av Butler 1880. Psilocerea rachicera ingår i släktet Psilocerea och familjen mätare. Inga underarter finns listade.